# 福井県道225号敦賀美浜線
福井県道225号敦賀美浜線（ふくいけんどう225ごうつるがみはません）は福井県敦賀市と同県三方郡美浜町とを結ぶ一般県道（福井県道）である。別名「旧27号」、「旧丹越国道」。

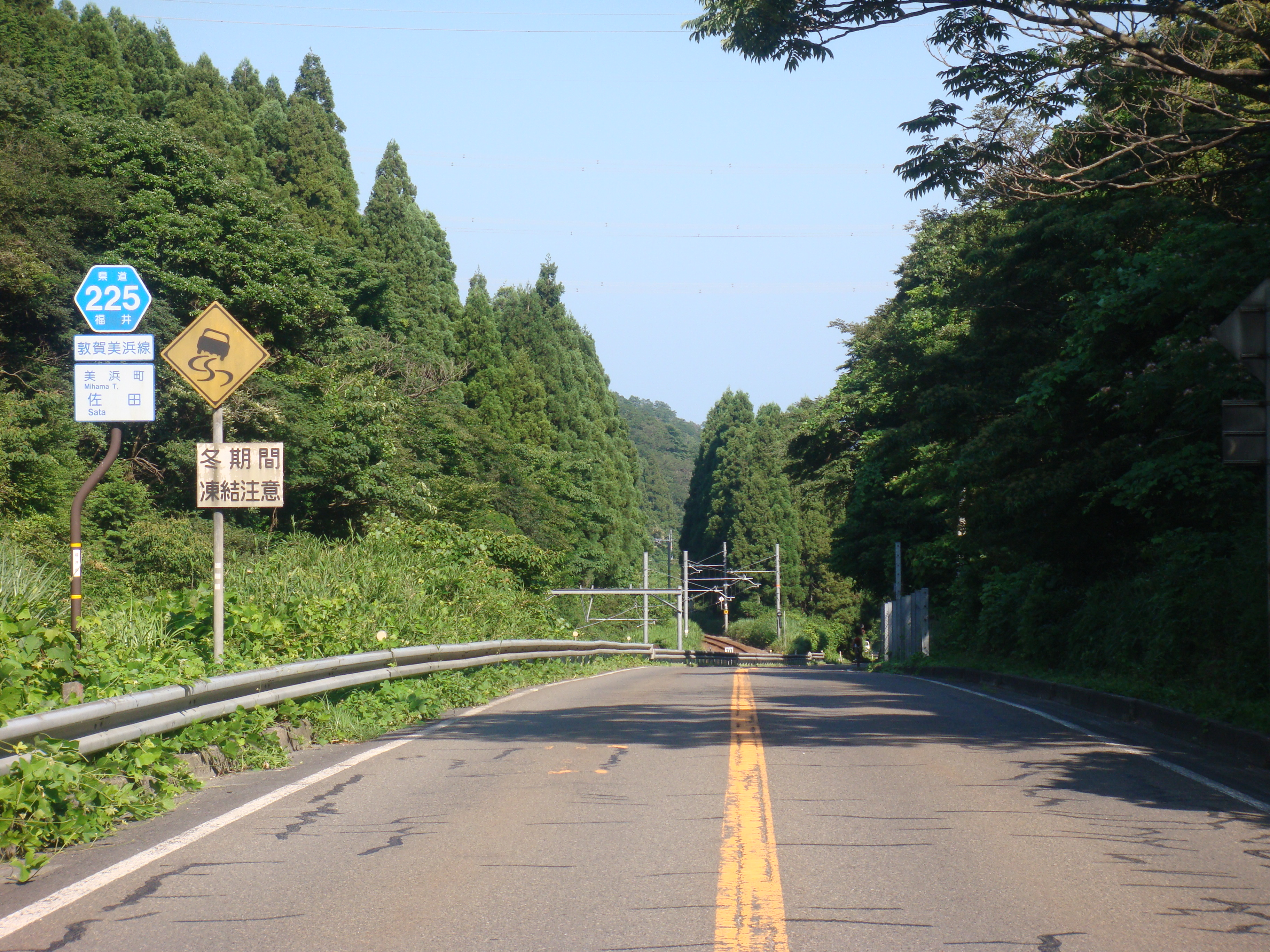
敦賀市関から美浜町佐田側を望む（2011年（平成23年）撮影）

## 歴史・概要
現在の国道27号金山バイパスが開通する以前は県道225号が国道27号として指定されていた。そのため現在でもよく混雑の起こる国道を避け、この道から美浜町へ抜ける車も多く見られる。もともと国道であったため、コンビニエンスストアやファミリーレストラン、ショッピングセンターも立ち並んでおり、片側一車線ではあるが現在でも十分に県内の都市間の交通を担えるだけの能力がある。敦賀市と美浜町の国境にある関峠も特筆すべきような難所もないが、現27号の高速道路のような造りから比較すると所要時間などの面において重要度は下がってしまう。ただし海水浴シーズンは国道27号もこの県道225号も非常に渋滞するため、若狭地方から一向に出られないという状況に陥ることがある。2014年7月に舞鶴若狭自動車道が全通し、2015年4月に佐田 - 佐柿の国道27号旧道における国道指定が解除され、本路線へ編入となった。

### 路線データ
- 起点：福井県敦賀市白銀町（国道8号との交差点）
- 終点：福井県三方郡美浜町佐柿（国道27号佐柿ランプ）

## 通過する峠
- 関峠
- 椿峠

## 接続道路
- 福井県道13号敦賀停車場線（敦賀市白銀町・白銀町交差点、起点）
- 国道8号＜旧道＞（同上）
- 福井県道33号佐田竹波敦賀線（敦賀市白銀町・白銀町交差点、起点 -＜重複＞- 同市開町・開交差点）
- 国道27号（国道162号重複）（敦賀市市野々町一丁目・西野神ランプ）
- 福井県道210号余座若葉線（敦賀市市野々町一丁目）
- 福井県道143号松原粟野停車場線（敦賀市金山・国立病院前交差点）
- 国道27号（国道162号重複）（美浜町佐田・佐田ランプ）
- 福井県道33号佐田竹波敦賀線（美浜町佐田・佐田交差点）
- 福井県道118号東美浜停車場線（美浜町山上・今市交差点）
- 若狭広域農道（若狭梅街道）（美浜町坂尻・坂尻交差点）
- 国道27号（国道162号重複）（美浜町佐柿・佐柿ランプ、終点）

## 沿線
- アル・プラザ敦賀店
- MEGAドン・キホーテUNY敦賀店
- 柴田氏庭園
- 敦賀市立粟野中学校